# マダム・プティ
『マダム・プティ』は、高尾滋による日本の漫画作品。『別冊花とゆめ』（白泉社）にて2012年6月号から2018年2月号まで連載された。全54話。なお、高尾が同誌で連載を持つのは初めてである。単行本は花とゆめコミックス（白泉社）より全11巻が刊行されている。

## あらすじ
1920年代末。16歳の主人公・万里子は父親が残した莫大な借金の返済と引き換えに、30歳年上の父親の親友である青山 俊と結婚する。まだ恋も知らない万里子だったが、幼いころから憧れていた俊の妻になれた事が純粋に嬉しく、信じられない心地であった。そんな万里子に、俊はパリへの新婚旅行を用意した。トルコからオリエント急行に乗り込んだ万里子は、乗車していた俊の仕事仲間達に紹介され、インド人貴族の青年ニーラムと知り合う。だが翌朝、俊が自室から遺体で発見されたことで、楽しい旅路は一変してしまう。それは俊の友人らによる工作であり、俊は生きており恋人と駆け落ちしたのだった。更に、傲慢な市井の青年と思われたニーラムが藩王国の第二王子であり、兄を殺そうとしていることを万里子は知る。

## 登場人物

### 主要人物
青山 万里子（あおやま まりこ）
16歳。まだ恋も知らない、純粋で少々お転婆な少女。父親が遺した借金の返済と引き換えに、俊の妻となる。
青山 俊（あおやま しゅん）
46歳。万里子の夫。実業家。新婚旅行の出発にあたり、万里子の母親に「清いまま返す」と約束した。途中、真に愛する恋人である異国の女性と駆け落ちしてしまう。
ニーラム・マタ・シン・パテル
ペイトンの仕事を手伝っているインド人青年。実は、西インドのベジャラート州にある藩王国の第二王子であり、第一王子が世継ぎの資格を失ったことで王位継承者となった。
パドマ
藩王国の第一王子。麻薬で自身を支配する第一王妃の実母クリシュナの支配から逃れようとして彼女の殺害を決意、しかし、母と間違えて最愛の弟ニーラムの生母マヤを殺害してしまい故国を出奔した。
ジュリア
パドマを愛する女性。医師資格有り。彼を利用しようとする組織の一員だったが、パドマを心から愛している。

### オリエント急行
エドワード・ペイトン
俊の仕事仲間。イギリス・ドーチェスター出身。
エミール・デュピュイ
フランスの外交官。俊の友人。
レティシア・デュピュイ
エミールの妻。
ヴィクター・マクドラウド
イギリス軍少佐。俊の友人。父親が日本駐在武官で、子供のころに日本で過ごした。
アリス・マクドラウド
　ヴィクターの妹。16歳。
アルトマン子爵夫人
俊の友人。ドイツの貴族出身。甥が大戦後に日本の収容所に収容され、出国まで俊が世話をした。
車掌長
大戦後、事業に失敗し借金を抱えたが、同じ部隊だったヴィクターの紹介で俊と知り合い、オリエント急行に就職する。

### パリの人物
ジャンヌ
パリの美しき女スリ。万里子が、俊の姉宛に託されていた指輪の入ったハンドバッグを盗まれてしまう。未亡人で、年の離れた夫が日本人だった。
ウォーレン・ネス
パリで新人画家を気取る、米国の資産家の息子。米国人芸術家グループの、パトロン的存在でもある。

## 書誌情報
- 高尾滋 『マダム・プティ』 白泉社〈花とゆめコミックス〉、全11巻
  1. 2012年10月19日発売[3]、ISBN 978-4-592-19651-8
  2. 2013年5月20日発売[4]、ISBN 978-4-592-19652-5
  3. 2013年12月20日発売、ISBN 978-4-592-19653-2
  4. 2014年7月18日発売[5]、ISBN 978-4-592-19654-9
  5. 2015年1月20日発売、ISBN 978-4-592-19655-6
  6. 2015年7月17日発売、ISBN 978-4-592-19656-3
  7. 2016年4月20日発売、ISBN 978-4-592-19657-0
  8. 2016年10月20日発売、ISBN 978-4-592-19658-7
  9. 2017年4月20日発売、ISBN 978-4-592-19659-4
  10. 2017年10月20日発売、ISBN 978-4-592-19660-0
  11. 2018年3月20日発売、ISBN 978-4-592-19670-9